# زكاة الأوراق النقدية
الأوراق الماليَّة: الورق النَّقديّ.
او الأوراق النقدية حلت محل النقدين في الثمنية، وأن حاجة الفقراء إليها في زَماننا أشد من حاجتهم إلى نفس النقدين، بل ومن حاجتهم إلى أي صنف من أصناف المال، فإسقاط زكاتها يعني هدماً لهذا الركن الاجتماعي  المالي من أركان الإسلام من أهم جوانبه، لأن قضاء مصالح الناس متوقف عليها.
تجب الزكاة في الأوراق النقدية في عصرنا على المشهور عند علماء المذاهب الأربعة.

## تعريف الورَق النقديِّ
الورق النقديُّ: هي قطعةٌ من ورق خاصٍّ، تزيَّن بنقوش خاصَّة، وتحمل أعدادًا صحيحة، يقابلها في العادة رصيد معدنيٌّ بنسبة خاصَّة يحدِّدها القانون، وتصدر إمَّا من الحكومة، أو من هيئة تُبيح لها الحكومة إصدارها؛ ليتداولها الناس كعملة، وتسمَّى بأسماء خاصَّة، كالريال، والجنيه، والدينار، والدرهم، والين، والدولار، واليورو 

## أنواع الأوراق النقدية
الأوراق النقدية في أنواع ثلاثة:

### النوع الأول: النقود الورقية الثابتة
وهي صكوك تمثل كمية من الذهب أو الفضة مودعة بمصرف معين، في صورة نقود أو سبائك تعادل قيمتها المعدنية قيمة هذه الصكوك التي تصرف عند الطلب.
أو هي: نقود معدنية تأخذ مظهر صكوك ورقية، ليسهل حملها ونقلها، ولا تتعرض للتآكل.

### النوع الثاني: النقود الوثيقة
هي صكوك تحمل تعهداً من الموقع عليها أن يدفع لحاملها مبلغاً معيناً عند الطلب، ومن هذا النوع أوراق النقد المصرفية (البنكنوت).

ورقة البنكنوت: هي ورقة عملة قابلة لدفع قيمتها عيناً لدى الاطلاع عليها من حاملها، ويتعامل بها كما يتعامل بالقطعة المعدنية نفسها، ويجب أن تكون مضمونة ليثق الناس بالتعامل بها، وتصدر من بنوك الإصدار بإذن من الحكومة، وتنتفع بها المصارف والجمهور والاقتصاد العام ولها رصيد معدني تحتفظ به البنوك.

### النوع الثالث: النقود الورقية الإلزامية
وهي غير القابلة للصرف بالذهب أو الفضة، وهي نوعان:

#### نقود ورقية حكومية
تصدرها الحكومات في أوقات غير عادية، وتجعلها نقوداً رئيسية، ولكنها لا تستبدل بالمعدن النفيس، ولا يقابلها رصيد معدني.

#### نقود ورقية مصرفية (بنكنوت)
يصدر بشأنها قانون يعفي بنك الإصدار الذي أصدرها من التزام صرفها بالمعدن النفيس.
وقد اتبعت معظم الدول بعد الحرب العالمية الأولى نظام النقود المصرفية الإلزامية، لتشبع بها حاجة الاستهلاك المحلي والتبادل، وتوفر المعدن النفيس للتبادل الخارجي أو لتوظيفه في الاستثمار. وهذه النقود الإلزامية تستمد قيمتها من إرادة المشرع لا من ذاتها، لأنها لا تحمل قيمة سلعية، ولهذا تفقد قيمتها إذا ألغي التبادل بها، أما النقود التي تقبل الصرف بالمعدن، فتجمع بين قيمتها القانونية وقيمتها كسلعة.

## تقويم العملة الورقية بالنقد
المعتبر في زكاة النقد الذهب أو الفضة وتقوم العملة الورقية بالذهب أو بالفضة بحسب ما يغلب به التعامل، والذهب أغلى وعلى القول بأن النقود تقوم بالذهب في هذا الوقت؛ فلا تجب الزكاة إلا إذا بلغت الريالات 8372.5 ريالاً سعودياً كما هو سعر السوق في أول رمضان من هذا العام 1430هـ وعلى هذا القول يكون أكثر الناس لا تجب عليه الزكاة لأن هذا المبلغ لا يتوفر لديه، وحتى لو كان بعد مروم عام ٍ كامل، فيتبين من هذا الكلام أن الزكاة في الأقل وهو الفضة، وهو اختيار الشيخ ابن باز في هذه المسألة، فقد قال في فتاواه المجلد الرابع عشر ص125 ما نصه:
(الزكاة تجب فيها إذا بلغت قيمتها أدنى النصابين من ذهب أو فضة وذلك عندما سئل عن هذه المسألة.
أقول أدنى النصابين في هذا الوقت الفضة وهو الآن سعر الغرام الواحد منه في السوق متردد بين 1 ـ 2 ريال فقط فالعام الماضي 1429 هـ سعر الغرام 1.22 ريال أي (ريال واثنين وعشرين هلله).
المهم أن نصاب الفضة 595 غرام فعندما نضرب:595 في 2 يخرج الناتج {1190} ريالاً
وإذا ضربناه بـــ 1.22 يخرج الناتج [ 726 ] ريالاً فهو متردد بين بين 726 ـــ 1190 ريالاً
وعلى من يريد إخراج الزكاة من النقود الورقية (الفلوس) أن ينظر في تلك اللحظة التي يريد إخراجها فيه، ما قيمة غرام الفضة في السوق ثم يضرب العدد بـــــ 595 يخرج المبلغ بالريال فيزكيه ولا ينسى أنه لابد أن يمر حول كامل أي (سنه كامله) على هذا المال الموجود عنده لكي تجب فيه الزكاة فإن كان أقل من هذه العملية الحسابية فليس فيه زكاة،
وتذكر دائماً قول الله في سورة التوبة:
وكان في ذلك الوقت العملة المستخدمة هي الدينار والدرهم، والدينار من الذهب والدرهم من الفضة وأما الآن فتستخدم العملة الورقية وهي مبنيه عليهما وليس النص في الآية يقتصر على الذهب والفضة فقط.